# Meridian (alternativmedicin)
Meridianer är inom österländsk medicin de påstådda linjeformade system med kanaler under huden där "energin" Qi sägs flöda. Meridianerna delas in i huvudgrupperna yin och yang. Qi-energin förmodas flöda genom kroppen via de totalt 24 meridianerna, 12 på var sida om kroppen. Till varje meridian sägs också höra ett visst organ eller en psykisk och fysisk funktion, och ett applicerat tryck på en punkt utmed en meridian sägs stimulera flödet av Qi (eller Ki) genom den meridianen. Det finns inga vetenskapliga belägg, vare sig anatomiskt eller histologiskt, för meridianernas existens.